# هيئة ميناء دمياط
هيئة ميناء دمياط، هي هيئة حكومية مصرية تابعة لوزارة النقل، مهمتها الإشراف على ميناء دمياط، مصر. أنشأت بقرار رئيس الجمهورية رقم 317 لسنة 1985 بإنشاء هيئة ميناء دمياط وتحديد اختصاصاتها.

## وصلات خارجية
- الموقع الرسمي للهيئة